# Grigori Perov
Grigori Samoilovici Perov (în rusă Григорий Самойлович Перов), cu numele de familie real Perper (în rusă Перпер),  (n. 1905, Chișinău – d. 17 februarie 1981, Chișinău) a fost un poet și scriitor satiric sovieto-rus, traducător de poezie și proză din limba română în limba rusă și din limba rusă în limba română.

## Biografie
S-a născut în orașul Chișinău din gubernia Basarabia, ca fiu al lui Samuil (Șmil) Nuhimovici Perper. Bunicul său, Nuhim Mendelevici Perper, a fost comerciant angajat în activitatea de prelucrare a lemnului. Înainte de cel de-al Doilea Război Mondial a lucrat ca inginer chimist, iar după război a fost un consultant în Uniunea Scriitorilor din Moldova.
A tradus în limba rusă poemul „Luceafărul” de Mihai Eminescu, poveștile lui Ion Creangă (1957, 1964), romanul Drumul cu plopi de Alexandru Lipcan (1958), colecția de povestiri Ce au văzut ochii mei a lui Valentin Roșca (1959 și 1964),nuvela „Alexandru Lăpușneanul” de Costache Negruzzi (1970), poveștile lui Aureliu Busuioc (1970), colecția Povești moldovenești (1973), cartea de basme populare Кто ждёт, чтоб вишни падали в рот (1985); de asemenea, a tradus din limba idiș fabulele lui Eliezer Steinbarg (în această ediție - Elizar Steinbarg, 1967), precum și poeziile unor poeți moldoveni contemporani (Emil Loteanu, Constantin Condrea). A tradus din limba rusă în limba română volumul Cântare pentru Opanas de Eduard Bagrițki (1948), o colecție de povestiri scrise de Elena Ilina (1951), poemul „Ce este bun și ce este rău” a lui Vladimir Maiakovski (1952) și o colecție de poezii pentru copii de Serghei Mihalkov (1953).
Este autorul a mai multor volume de poezie satirică în limba rusă. A publicat comentarii și critici literare în presa moldovenească în limbile rusă și română. A scris versurile cântecului «В летний тихий вечерок» (1956) interpretat de Orchestra de jazz „Bucuria” condusă de dirijorul Șico Aranov și al cunoscutului cântec «N-am când să mă plictisesc» (1953) interpretat de Zlata Tcaci.
Potrivit amintirilor lui Kirill Kovaldji, Grigori Perov s-a sinucis după mai multe încercări nereușite.

## Cărți
- Точка зрения (versuri satirice). Editura de Stat a Moldovei, Chișinău, 1955.
- Своя улыбка (versuri satirice). Editura Școala Sovietică, Chișinău, 1957.
- Демьян с изъяном (versuri satirice). Ediura Pravda, Moscova, 1958.
- Стихи. Editura Cartea Moldovenească, Chișinău, 1959.
- Фамильное сходство (versuri satirice și umoristice). Editura Cartea Moldovenească, Chișinău, 1960.
- Сатирик смеётся последним. Editura Cartea Moldovenească, Chișinău, 1963.
- Точный петух (versuri satirice și umoristice). Editura Cartea Moldovenească, Chișinău, 1965.
- Антигалилей (versuri satirice și umoristice). Editura Cartea Moldovenească, Chișinău, 1967.
- Не смехом единым (satiră și umor). Editura Cartea Moldovenească, Chișinău, 1969.
- Возраст на ладони (versuri umoristice). Editura Cartea Moldovenească, Chișinău, 1971.
- Юмор и сатира. Editura Cartea Moldovenească, Chișinău, 1974.
- Книга сатиры (versuri). Editura Cartea Moldovenească, Chișinău, 1976.
- Другое зрение (versuri satirice). Editura Literatura artistică, Chișinău, 1984.